# 晒衣陀乃
晒衣陀乃（阿拉伯语：‎，复数形式：‎ ，舍雅推尼），又译晒依陀乃、撒旦和色旦等，是伊斯蘭神学和伊斯蘭神话中的邪恶生物。他们通常被归类到“鎮尼”之中。除了通用名称外，加上阿拉伯语定冠词Al-（阿勒）后，指的是舍雅推尼的头目，又称伊布力斯。

## 词源
阿拉伯语的‎和希伯来语的‎ 同源，亦为英语Satan之词源。 然而，阿拉伯语词源将Shaytan与词根sh-t-n（“遥远的”、“迷路的”）联系起来。作为一个形容词，可以形容任何事物。涉及这种特定生物的术语“Shaytan”可以翻译为“恶魔”或“魔鬼”。在伊斯兰化之前的阿拉伯，该术语用以称呼一个邪恶的镇尼。随着伊斯兰教的出现，该术语的含义更接近于基督教“恶魔”的概念。